# Feedback (musikalbum)
Feedback är en EP av det kanadensiska rock bandet Rush, innehållande åtta coverlåtar av kända rock band som till exempel the Yardbirds och the Who. Feedback släpptes den 29 juni 2004.

## Låtlista
1. "Summertime Blues" (Jerry Capehart/Eddie Cochran, arr. av Blue Cheer) - 3:53
2. "Heart Full of Soul" (Graham Gouldman, arr. av The Yardbirds)  - 2:53
3. "For What It's Worth" (Stephen Stills, arr. av Buffalo Springfield) - 3:31
4. "The Seeker" (Pete Townshend, arr. av The Who) - 3:27
5. "Mr. Soul" (Neil Young, arr. av Buffalo Springfield) - 3:51
6. "Seven and Seven Is" (Arthur Lee, arr. av Love) - 2:53
7. "Shapes of Things" (Jim McCarty/Keith Relf/Paul Samwell-Smith, arr. av The Yardbirds) - 3:16
8. "Crossroads" (Robert Johnson, arr. av Cream) - 3:26